# Chrysophyllum bombycinum
Chrysophyllum bombycinum – gatunek drzew należących do rodziny sączyńcowatych. Występuje w Ameryce Południowej, m.in. na obszarze Brazylii, Ekwadorze i Peru.